# Encefalograma plano
Encefalograma plano (Flatline) es el título del noveno episodio de la octava temporada moderna de la serie británica de ciencia ficción Doctor Who, emitido el 18 de octubre de 2014.

## Argumento
El Duodécimo Doctor (Peter Capaldi) está trayendo a Clara (Jenna Coleman) de vuelta a casa de una aventura. Cuando aterrizan, el Doctor se da cuenta de que algo está extrayendo energía de la TARDIS y está provocando que sus dimensiones se alteren, haciendo que el exterior de la TARDIS se encoja. Clara sale en busca de información mientras el Doctor se queda dentro investigando la fuente. Cuando Clara descubre que han estado desapareciendo personas en la zona en los últimos tiempos, vuelve a decírselo al Doctor, pero la cabina ha encogido a tamaño de juguete, y el Doctor se ha quedado atrapado dentro, pues la puerta también se ha encogido y no puede salir, aunque le entrega a Clara un auricular para comunicarse, el papel psíquico y el destornillador sónico, y ella comienza a investigar haciendo como si fuera el Doctor. Pronto descubrirá que hay unas extrañas criaturas procedentes de un universo paralelo bidimensional que están capturando personas para diseccionarlas, convirtiéndolas en pinturas planas para estudiarlas y poseerlas para así intentar tomar forma tridimensional y conquistar nuestro universo, mientras un grupo de operarios de limpieza que se encargaba de tapar los grafitis que confundieron con las víctimas se ven envueltos junto a Clara en una carrera por su vida. El Doctor, atrapado en la TARDIS también está en peligro, ya que las criaturas están absorbiendo la energía de la TARDIS para tomar forma tridimensional, y están acabando con el soporte vital de la nave, dejando al Doctor aislado y agotándose el aire.

### Continuidad
La TARDIS ya se encogió con el Cuarto Doctor atrapado dentro en Logopolis (1981). La forma de la TARDIS en "modo sitiado" recuerda a la de la Pandórica en La Pandórica se abre (2010).

## Recepción
Las mediciones nocturnas de audiencia fueron de aproximadamente 4,55 millones de espectadores, la audiencia nocturna más baja de la serie desde La Tierra robada en 2010, y la segunda más baja desde el regreso de la serie en 2005.
El episodio recibió críticas positivas. Neela Debnath de The Independent alabó las interpretaciones de Capaldi y Coleman, y pensó que este era el episodio más firme de los dos de Mathieson, aunque se mostró crítico hacia los efectos especiales por ordenador. Matt Risley de IGN le dio al episodio un 8,3 sobre 10, alabando la idea del episodio y la interpretación de Coleman, pero criticando a los actores invitados. Morgan Jeffery de Digital Spy hizo una crítica mixta del episodio, llamándolo "una carrera a trompicones". También se mostró crítico hacia el reparto secundario, citando falta de profundidad en sus personalidades. Sin embargo, se mostró positivo hacia los efectos especiales, calificándolos como "los más impresionantes y distintivos que ha mostrado este programa que se recuerde recientemente". En conjunto, le dio al episodio 3 estrellas sobre 5.
Hablando de Encefalograma plano para el Telegraph, Michael Hogan notó que "Escucha, Matar a la luna, Atraco al tiempo, Dentro del Dalek, todas han sido historias comparables con las mejores desde el regreso de la serie en 2005. Este episodio... mantuvo el listón y sobrepasó a todas excepto quizá a Escucha". Hogan notó que Christopher Fairbank fue promocionado como estrella invitada, pero Jovian Wade le eclipsó. En conclusión, Hogan dijo que el episodio fueron "ideas extraordinariamente originales inteligentemente ejecutadas. Fue emocionantemente inquietante y finalmente satisfactorio". Dan Martin para The Guardian señaló que el guion de Jamie Mathieson "es una de las demostraciones más efectivas de cómo hacer el barato". Martin también señaló que Clara "se está haciendo más y más como el Doctor".
The A.V. CLub le dio al episodio una nota de B+, señalando que "la serie está en un punto fuerte que no habíamos visto en mucho, mucho tiempo". Cerraron su crítica diciendo que "Flatline no es perfecto, pero subraya lo grandes que el Duodécimo Doctor y Clara han sido el uno para el otro, y lo grande que su emparejamiento ha sido para la serie, aunque no sea por otro motivo que su compleja relación ha forzado a la serie a ser imaginativa de una forma que no lo había sido en bastante tiempo".